# Habsburška Nizozemska
Habsburška Nizozemska (nizozemsko Habsburgse Nederlanden; francosko Pays-Bas des Habsbourg), v latinščini imenovano Belgica, je skupno ime fevdov iz obdobja renesanse v Nizozemskih deželah v lasti Habsburške hiše Svetega rimskega cesarstva. Vladavina se je začela leta 1482, ko je umrla zadnja Valois-Burgundska vladarica Nizozemske, Marija Burgundska, žena Maksimilijana I. Habsburškega. Njun vnuk, cesar Karel V., ki se je rodil v Habsburški Nizozemski, je Bruselj postavil za eno izmed njegovih prestolnic.
Habsburške province na Nizozemskem so leta 1549 postale znane pod imenom Sedemnajst provinc, od leta 1556 pa si jih je lastila španska veja Habsburžanov. Od takrat naprej je to ozemlje postalo znano kot Španska Nizozemska. Leta 1581 se je sredi nizozemskega upora sedem združenih provinc odcepilo od preostalega ozemlja in oblikovalo Nizozemsko republiko. Preostala španska južna Nizozemska je leta 1714 po avstrijski pridobitvi po Rastatski pogodbi postala Avstrijska Nizozemska. De facto habsburška vladavina se je končala s priključitvijo k revolucionarni Francoski prvi republiki leta 1795. Avstrija pa se je odpovedala svoji zahtevi nad provinco šele leta 1797 s pogodbo iz Campo Formia.

## Geografija
Habsburška Nizozemska je bila od leta 1482 do 1581 geopolitična enota, ki je pokrivala celotno nizkih dežel (tj. današnjo Nizozemsko, Belgijo, Luksemburg in večino sodobnih francoskih departmajev Nord in Pas-de-Calais).
Že pod vladavino burgundskega vojvode Filipa Dobrega (1419–1467) in Svetega rimskega cesarstva so se Nizozemske province začele združevati, prej pa so bile bodisi privesek Francoskega kraljestva bodisi Burgundije pod zastavo Svetega Rimskega cesarstva. Združeni fevdi so bili Flandrija, Artois in Mechelen, Namur, Holandija, Zeeland in Hainaut, Brabant, Limburg in Luksemburg, ki so jim v personalni uniji vladali burgundski monarhi in jih zastopali na zasedanjih Generalnih stanov. Središče burgundskih posesti je bila vojvodina Brabant, ki je v Bruslju imela tudi dvor burgundske vojvodinje.
Filipov sin vojvoda Karel Drzni (1467–1477) je pridobil tudi Vojvodino Gelders in Grofijo Zutphen in celo upal na kraljevi naslov iz rok habsburškega cesarja Friderika III., tako da je poročil njuna otroka Marijo in Maksimilijana. Z globokim razočaranjem je vstopil v katastrofalne burgundske vojne in bil ubit v bitki pri Nancyju.

## Zgodovina
Po smrti Marije Burgundske leta 1482 je veliko njenih posesti, vključno z Burgundsko Nizozemsko, prešlo na njenega sina Filipa I. Kastiljskega (znanega tudi kot Filip Lepi). Po očetu Maksimilijanu I., cesarju Svetega rimskega cesarstva od leta 1493, je bil Filip habsburški potomec in se je začelo obdobje habsburške Nizozemske. V obdobju 1481–1492 so se flamska mesta uprla in Utrecht se je zapletel v državljansko vojno, vendar so na prelomu stoletja obe območji pomirili habsburški vladarji.
Filipov sin Karel V. Habsburški, sveto rimski cesar, rojen v Gentu, je leta 1506 pri šestih letih nadomestil svojega očeta. Njegov dedek po očetovi strani, cesar Maksimilijan I., je burgundsko dediščino vključil v burgundski krog, nato pa so ozemlja na skrajnem zahodu cesarstva razvila določeno stopnjo avtonomije. Ko je leta 1515 postal polnoleten, je Karel kot domačin zavladal svoji burgundski dediščini. Pridobil je dežele Overijssel in med gelderskimi vojnami škofijo Utrecht, kupil Frizijo od vojvode Jurija Saškega in si ponovno pridobil Groningen in Gelderland. Njegovih sedemnajst provinc je bilo reorganiziranih v Burgundski pogodbi iz leta 1548, s katero so cesarski stanovi, zastopani v cesarskem zboru v Augsburgu, priznali določeno avtonomijo Nizozemske. Leta 1549 je sledila pragmatična sankcija cesarja, ki je ustanovila sedemnajst provinc kot entiteto, ločeno od cesarstva in od Francije.
Po vrsti abdikacij med leti 1555 in 1556 je Karel V. razdelil Habsburško hišo na avstrijsko-nemško in špansko vejo. Njegov brat Ferdinand I. je postal suo jure monarh v Avstriji, Češki in na Madžarskem ter novi cesar Svetega rimskega cesarstva. Filip II. Španski, Karlov sin, je podedoval sedemnajst provinc in jih vključil v špansko krono (ki je vključevala tudi južno Italijo in ameriško posest). Španski kralj Filip II. je postal razvpit zaradi svojega despotizma, katoliško preganjanje protestantov pa je sprožilo nizozemski upor in osemdesetletno vojno. Španski nadzor nad severnimi provincami je bil vedno slabši. Leta 1579 so severne province ustanovile protestantsko Utrecthsko zvezo, v kateri so se, kot Sedem združenih provinc, z Zakonom o abjuraciji iz leta 1581 razglasile za neodvisne.
Po odcepitvi leta 1581 so južne province, imenovane »t Hof van Brabant« (ta je vključevala Flandrijo, Artois, Tournaisis, Cambrai, Luksemburg, Limburg, Hainaut, Namur, Mechelen, Brabant in Zgornji Gelders), ostale v lasti Habsburžanov do francoskih revolucionarnih vojn. Po izumrtju španskih Habsburžanov in vojni za špansko nasledstvo so bile južne province od leta 1715 znane tudi kot Avstrijska Nizozemska.

## Vladarji
- 1482–1506 Filip I. Kastiljski kot burgundski vojvoda, Maksimilijan I., njegov oče, kot regent (1482–1493), Margareta iz Yorka, njegova mačeha, guvernanta (1489–1493)
- 1506–1556 Karel V. kot burgundski vojvoda, od leta 1519 kot cesar Svetega rimskega cesarstva.
- 1556–1581 Filip II kot španski kralj

Province je v njihovem imenu vodil guverner (štatholder ali landvoogd):
- 1489–1493 Margareta Yorška, vdova vojvodinja Burgundska
- 1506–1507 William de Croÿ, markiz d'Aerschot
- 1507–1530 Margareta Avstrijska, vojvodinja Savojska
- 1531–1555 Marija Ogrska
- 1555–1559 Emmanuel Philibert, vojvoda Savojski
- 1559–1567 Margareta Parmska
- 1567–1573 Fernando Álvarez de Toledo, 3. vojvoda Alba
- 1573–1576 Luis de Requesens y Zúñiga
- 1576–1578 Janez Avstrijski
- 1578–1592 Aleksander Farnese, vojvoda Parme

Leta 1578 so nizozemski uporniki imenovali nadvojvodo Matijo Avstrijskega za guvernerja, čeprav ta ni mogel prevladati in je odstopil pred zakonom o abjuraciji iz leta 1581.